# Mellita longifissa
Mellita longifissa is een zee-egel uit de familie Mellitidae.
De wetenschappelijke naam van de soort werd in 1858 gepubliceerd door Hardouin Michelin.